# Tour de Vendée 2006
Il Tour de Vendée 2006, trentacinquesima edizione della corsa e valida come evento del circuito UCI Europe Tour 2006 categoria 1.1, si svolse il 25 maggio 2006 per un percorso totale di 200,9 km. Fu vinta dallo spagnolo Mikel Gaztañaga che giunse al traguardo con il tempo di 4h53'46" alla media di 41,033 km/h.
Partenza con 127 ciclisti, dei quali 80 portarono a termine il percorso.

## Ordine d'arrivo (Top 10)
| Pos. | Corridore           | Squadra         | Tempo    |
| ---- | ------------------- | --------------- | -------- |
| 1    | Mikel Gaztañaga     | Atom            | 4h53'46" |
| 2    | Jimmy Casper        | Cofidis         | s.t.     |
| 3    | Sébastien Hinault   | Crédit Agricole | s.t.     |
| 4    | Lloyd Mondory       | AG2R Prév.      | s.t.     |
| 5    | Jonas Ljungblad     | Unibet.com      | s.t.     |
| 6    | Matthieu Ladagnous  | F. des Jeux     | s.t.     |
| 7    | Lénaïc Olivier      | Agritubel       | s.t.     |
| 8    | Cédric Hervé        | Bretagne        | s.t.     |
| 9    | Ludovic Auger       | F. des Jeux     | s.t.     |
| 10   | Stéphane Bonsergent | Bretagne        | s.t.     |